# NGC 1809
NGC 1809 је спирална галаксија у сазвежђу Златна риба која се налази на NGC листи објеката дубоког неба.
Деклинација објекта је - 69° 34' 6" а ректасцензија 5h 2m 5,3s. Привидна величина (магнитуда) објекта NGC 1809 износи 12,5 а фотографска магнитуда 13,2. Налази се на удаљености од 14,7000 милиона парсека од Сунца. NGC 1809 је још познат и под ознакама ESO 56-48, IRAS 05023-6937, PGC 16599.